# Светлана Смолева
Светлана Стоянова Смолева (родена на 1 юли 1967 г.) е българска актриса.

## Образование
Завършва НАТФИЗ „Кръстьо Сарафов“ със специалност Актьорско майсторство за куклен театър пред 1989 в класа на доцент Димитър Стоянов.

## Кариера на озвучаваща актриса
Смолева се занимава с озвучаване на реклами, филми и сериали от 1998 г. Първият сериал с нейно участие е теленовелата „Лус Мария“.
| Актриса            | Заглавия | Роли                                            |
| ------------------ | --- | ----------------------------------------------- |
| Анджелина Джоли    | Кунг-фу панда Кунг-фу панда 2 Кунг-фу панда 3                                                                             | Тигрица                                         |
| Вероника Тейлър    | Покемон: Завръщането на Мюту Покемон 6 Джирачи: Повелителят на желанията                                                  | Аш Кечъм                                        |
| Грей ДеЛайл        | Домът на Фостър за въображаеми приятели Батман: Смели и дръзки (дублаж на bTV)                                            | Франки Фостър Огън, Черното канарче и други     |
| Дженифър Анистън   | Обект на желание Шефове гадняри 2                                                                                         | Нина Боровски Д-р Джулия Харис                  |
| Дженифър Хейл      | Големите шпионки (дублаж на студио Доли) Батман: Смели и дръзки (дублаж на bTV)                                           | Сам Затана, Отровната Айви и други              |
| Джина Дейвис       | Земните момичета са лесни Стюарт Литъл (дублаж на Вайасат Филм) Главнокомандващ                                           | Валъри Гейл Елинор Литъл Президент Макензи Алън |
| Джули Андрюс       | Шрек 2 (дублаж на Александра Аудио) Шрек завинаги (дублаж на Александра Аудио)                                            | Кралица Лилиан                                  |
| Джули Уолтърс      | Хари Потър и Философският камък Хари Потър и Стаята на тайните                                                            | Моли Уизли                                      |
| Джулия Луи-Дрейфъс | Семейство Симпсън (в двайсти сезон) Самолети                                                                              | Глория Рошел                                    |
| Зоуи Дешанел       | Семейство Симпсън Кое е това момиче?                                                                                      | Мери Спъклър Джесика „Джес“ Дей                 |
| Ким Бейсингър      | Батман (дублаж на bTV) Семейство Симпсън                                                                                  | Вики Вейл Себе си                               |
| Кирстен Дънст      | Спайдър-Мен (дублаж на bTV) Спайдър-Мен 2 (дублаж на bTV) Спайдър-Мен 3 (дублаж на bTV)                                   | Мери Джейн Уотсън                               |
| Кари Уолгрън       | Симбионичен титан Кунг-фу панда: Легенди за страхотния боец                                                               | Кими Майснър Тигрица                            |
| Лейк Бел           | Мистър Пибоди и Шърман Сами вкъщи 2 (дублаж на Медиа Линк)                                                                | Мона Лиза Клоуи                                 |
| Меган Фокс         | Сестри по неволя Кое е това момиче? (в пети сезон)                                                                        | Сидни Шановски Рейгън                           |
| Сандра Бълок       | Любовен еликсир номер 9 (дублаж на студио GTV) Миньоните                                                                  | Даян Фароу Скарлет Оувъркил                     |
| Сара Болгър        | Миксология Агент Картър                                                                                                   | Джени Вайълет                                   |
| Сигорни Уийвър     | Ловци на духове (дублаж на студио Тайтъл Бе-Ге) Ловци на духове 2 (дублаж на студио Тайтъл Бе-Ге) УОЛ-И Търсенето на Дори | Дейна Барет Компютър Себе си                    |
| Тава Смайли        | Чък за късмет (дублаж на bTV) Слънчева Филаделфия                                                                         | Жена в кола Секси майка                         |
| Тара Стронг        | Батман срещу Дракула Батман: Смели и дръзки (дублаж на bTV)                                                               | Вики Вейл Хънтрес                               |
| Уенди Малик        | Батман от бъдещето (дублаж на bTV) Омагьосаният император                                                                 | Д-р Прайс Чича                                  |

## Други дейности
От 2010 г. преподава дублаж в Графити Студио. Работи като водеща на новините в радио К2 от месец май 2011 г.

## Личен живот
Смолева има трима сина – Иван-Александър Иванов, Димитриан Иванов и Севар Иванов. Нейна снаха е озвучаващата актриса Стефания Георгиева.

## Филмография
- „Българ“ (2014)
- „Откраднат живот“ (2016)